# 廣州特色鄉村旅遊線路
廣州特色鄉村旅遊線路是廣州市文化廣電旅遊局於2020年5月推出的旅遊線路，涉及增城、白雲、番禺、花都、南沙、從化等區，總共8條。

## 列表
- 黃埔古村史韻游（深井古村—南灣水鄉—蓮塘村）
- 白雲親子休閒遊（帽峰山—豐華園—廣州翼·空港文旅小鎮）
- 花都綠色田園游（花山小鎮—廣州融創樂園—晨采莊園—香草世界）
- 番禺農業生態游（大嶺古村—蓮花山旅遊區—佳碩農莊—海鷗島）
- 南沙親水鄉村游（東水鄉—南沙水鳥世界生態園—南沙濕地公園）
- 從化古驛道游（錢崗村—溪頭村—蓮麻村—錢崗村）
- 從化花果飄香游（蜜山生態果庄—流溪河從都濕地公園—米埗綠道—西和風情小鎮—西塘童話小鎮）
- 增城生態養生游（白水寨風景名勝區—蒙花布村—正果老街）